# カール・ベーレト
カール・ベーレト（Carl Boehret、1933年7月30日 - ）は、ドイツの政治学者。シュパイアー行政大学院の政治学講座を担当し、2001年に退官。同大学院名誉教授。
カール・ベォーレットと表記されることもある。

## 学歴・職歴
- 1962年　　　　ベルリン自由大学卒業（政治学士：Dipl.-Politologe）
- 1965年　　　　博士学位取得（国家学博士：Dr.rer.pol.）
- 1970年　　　　教授資格認定
- 1971-1974年　ベルリン自由大学政治学・政治経済学講座教授
- 1975-2001年　シュパイアー行政大学院政治学講座教授
- 1984-1988年　同大学院付置行政研究所長
- 1991-1993年　同大学院学長
- 1993-1995年　シュパイアー行政研修所講師
- 1994年以降　　ラインラント＝プファルツ州政府行政改革委員会委員長

## 主要研究テーマ
- 政治行政活動成果研究
- 科学技術・時間・政治
- 政治行政システム改革
- 機能国家と行政政策
- 法規影響評価分析
- PCを用いたシミュレイション
- 持続可能社会の政治行政への影響